# محمدهادی میرزا
محمدهادی میرزا (زاده ۱۲۳۹ قمری - درگذشت ؟) پسر پنجاه و دوم فتحعلی شاه بود.
مادرش مشتری باجی یکی از زنان محبوب فتحعلی‌شاه و از اهل شیراز بود و تبحر فراوانی در موسیقی داشت. محمدامین میرزا و محمدمهدی میرزا برادران تنی محمدهادی میرزا بودند. در کودکی تربیت او را به استاد زهره از زنان موسیقی‌دان دربار قاجار و میرزا کاظم‌خان پسر میرزا تقی خان جواهری سپردند. محمدهادی میرزا فردی گوشه‌گیر بود و هیچ‌گاه مشاغل دولتی قبول نکرد. در دوران ناصرالدین شاه به درخواست علیقلی میرزا اعتضادالسلطنه، متولی مقبره فتحعلی‌شاه در قم شد و تا پایان عمر به این کار مشغول بود. او در اواخر دوران ناصرالدین شاه درگذشت.
محمدهادی میرزا دو پسر به نام‌های محمدحسین میرزا و محمدحسن میرزا و دو دختر داشت.